# Command & Conquer: Red Alert
Command & Conquer: Red Alert, é um jogo eletrônco do gênero de estratégia em tempo real desenvolvido pela Westwood Studios em 1996 lançado para MS-DOS, Microsoft Windows e PlayStation, que foi o marco inicial da série Command & Conquer.
É um pre-história do C&C:Tiberian Dawn. Os eventos do jogo ocorrem em uma realidade alternativa, onde as forças aliadas defendam a Europa do encontro com uma União Soviética agressiva.
Estava inicialmente disponível para o PC (as versões do MS-DOS & do Windows 95 incluídas em um pacote) e foi movida subsequentemente a PlayStation. As sub-series de Red Alert entraram para o Guinness book como o melhor jogo em tempo real de estratégia do mundo, com marca de 12 milhões de unidades vendidas.
O Red Alert começa após a segunda guerra mundial em 1946, ocorrendo em uma realidade alternativa. Albert Einstein desenvolveu uma máquina do tempo chamada “Chronosphere”, que utiliza para viajar do Novo México em 1946 a Landsberg, Alemanha, em 1924, onde se encontra com Adolf Hitler que acaba de ser liberado da prisão de Landsberg. Einstein remove Hitler de nossa dimensão em uma tentativa de impedir a segunda guerra mundial e retorna a 1946. Seu esquema, entretanto, encontra problemas. A Alemanha e a Europa permanecem calmos, mas a União das Repúblicas Socialistas Soviéticas, denominada URSS, sob comando de Joseph Stalin que cresce cada vez mais e fica mais poderosa, conquistando a China e a Europa, a fim de realizar o sonho de Stalin de construir uma União Soviética que cubra toda a Europa. As nações da Europa dão forma a uma Aliança.
O desenrolar do jogo é a batalha entre aliados e soviéticos pelo controle da Europa.

## Modo multijogador
Red Alert contem um incrível multiplayer para seu tempo. Permitia 6 Jogadores em rede local na versão de MS-DOS e 8 jogadores em rede local e 4 via internet na versão para Windows caso o jogador utilizasse a versão 3.03 do jogo.
Como o Red Alert utilizava o protocolo IPX/SPX, sendo incompatível com o Windows Vista, Fans desenvolveram um patch para o jogo utilizar o TCP/IP ao invés do IPX/SPX. Devido a isso, a compatibilidade com o Windows 9x foi quebrada. Porém e possível utilizar esse patch no Windows 98SE e Millennium se utilizado o KernelEX.

## O CnCNet
CnCNet é um programa de código aberto, inicialmente desenvolvido apenas para o Command & Conquer 95, que utiliza conexão p2p para o jogo se comunicar entre outros jogadores, também conectados ao servidor, através da porta de comunicação via conexão local. Ele é compatível com o Windows 98SE, ME, 2000, XP, 2003 Vista, 2008 e 7, Linux (através do Wine), BSD (através do Wine) e Intel Macs (Através do Wine).
Inicialmente, o CnCNet era uma aplicação desenvolvida em Microsoft .NET, Impossibilitando de certa forma, de funcionar no Linux, e devido a seu método de programação, o Windows 9x.
Devido à limitações da primeira versão, o CnCNet foi totalmente reescrito, funcionando em qualquer plataforma que suportasse o jogo, e também foi adicionado a compatibilidade com o Command & Conquer: Red Alert 1 e 2, Yuri's Revenge, Tiberian Sun e Firestorm.
Site oficial:* «(em inglês)»

## Expansão Red Alert - Retaliation
Em 28 de agosto de 1998, foi lançada a compilação para Playstation das expansões Aftermath e Counterstrike, a Red Alert - Retaliation. A história corre em paralelo à original, e reúne as missões dos add-ons de PC.

## Problemas com o Windows Vista
O Windows Vista, que conta com a tecnologia AERO, gera problemas de cores, que ocorre devido ao fato que o Command & Conquer Para Windows 95 e o Red Alert para Windows 95 utilizam paletas de 256 cores, que o aplicativo "Explorer.exe" reinicia as cores, substituindo pelas cores padrão de 4-bits do Windows Vista. É possível arrumar o problema usando o Modo de compatibilidade do DirectDraw ou ainda mesmo instalando um Add-On para o jogo, chamado de CnC-DDraw. Atualmente, esse problema foi arrumado na atual versão não-oficial do Command & Conquer para Windows 95. No Red Alert, é necessário utilizar um desses métodos para arrumá-lo.